# Pseudojana perspicuifascia
Pseudojana perspicuifascia är en fjärilsart som beskrevs av Rothschild 1917. Pseudojana perspicuifascia ingår i släktet Pseudojana och familjen Eupterotidae. Inga underarter finns listade.

## Bildgalleri

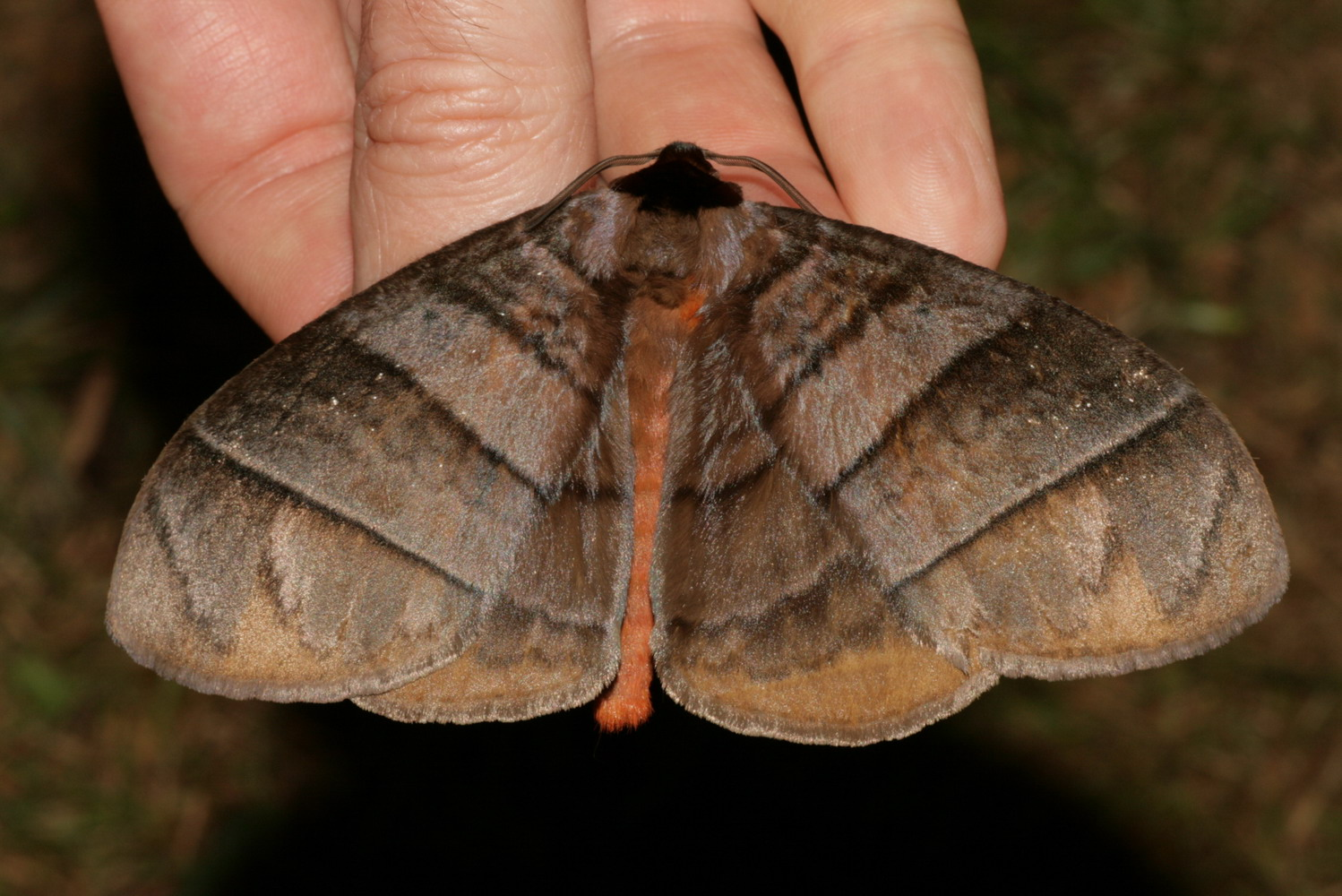